# Хемптон (Ајова)
Хемптон (енгл. Hampton) град је у америчкој савезној држави Ајова. По попису становништва из 2010. у њему је живело 4.461 становника.

## Демографија
Према попису становништва из 2010. у граду је живело 4.461 становника, што је 243 (5,8%) становника више него 2000. године.
| Група             | 2000.         | 2010.         |
| Белци             | 3.720 (88,2%) | 3.432 (76,9%) |
| Афроамериканци    | 6 (0,1%)      | 25 (0,6%)     |
| Азијати           | 8 (0,2%)      | 14 (0,3%)     |
| Хиспаноамериканци | 463 (11,0%)   | 958 (21,5%)   |
| Укупно            | 4.218         | 4.461         |